# If I Could Turn Back Time
If I Could Turn Back Time – singel amerykańskiej piosenkarki Cher. Utwór został wydany 1 czerwca 1989 roku. Był to drugi singel w Ameryce Północnej oraz pierwszy w Europie, który promował dziewiętnasty album piosenkarki pt. Heart of Stone. Twórcą tekstu jest Diane Warren, która wspólnie z Guyem Roche odpowiada również za jego produkcję.
„If I Could Turn Back Time” jako jeden z najpopularniejszych utworów artystki znalazł się na jej wszystkich albumach kompilacyjnych, które zostały wydane po jego premierze.
Singel odnosił sukcesy na całym świecie i był postrzegany jako udany powrót Cher pod koniec lat 80.

## Teledysk

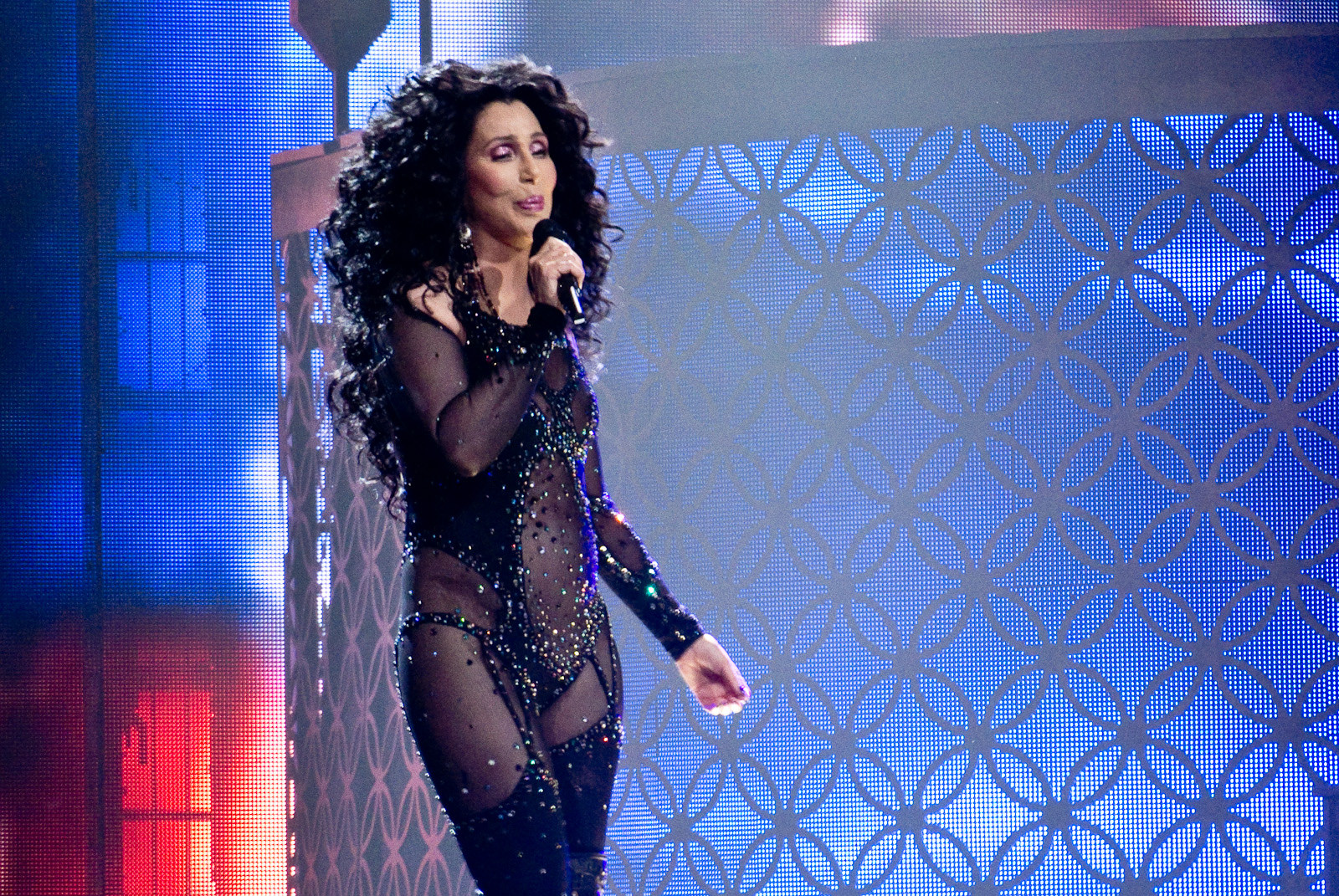
Cher podczas wykonywania „If I Could Turn Back Time” w czasie trasy Dressed to Kill Tour w 2014 roku.

Do utworu powstał teledysk, który wyreżyserował Marty Callner. Całość materiału nakręcono na pancerniku USS Missouri.
Wideo powstawało w Los Angeles 1 lipca 1989 roku, podczas gdy okręt stacjonował w dawnej stoczni marynarki wojennej w Long Beach. Syn Cher, Elijah Blue Allman, który w tamtym czasie miał zaledwie dwanaście lat, pojawia się jako jeden z gitarzystów zespołu (nosi ciemne okulary i koszulkę Jimiego Hendriksa).
Strój, w którym Cher wystąpiła w teledysku, kabaretki pod czarnym jednoczęściowym kostiumem kąpielowym, które eksponowały większą część pośladków, okazały się bardzo kontrowersyjne, a wiele sieci telewizyjnych odmówiło pokazania obrazu. MTV najpierw zbanowało wideo, a później emitowało je dopiero po godzinie 21. Powstała również druga wersja teledysku, zawierająca bardziej subtelne sceny niż oryginał.
Strój oraz erotyczny kontekst obrazu nie były oczekiwane przez US Navy, kiedy pierwotnie wydawano zgodę na kręcenie ujęć. Oficer łącznikowy USS Missouri Steve Honda poprosił reżysera, by powstrzymał Cher od noszenia stroju, gdy zobaczył go na planie, ale spotkało się to z jego odmową. Marynarka otrzymała krytykę za wideo i od tego czasu odmawia zgody na nagrywanie teledysków na swoich okrętach.
Na wydanym w 2003 roku koncertowym DVD Living Proof: Farewell Tour znalazł się oficjalny remix teledysku.

## Notowania i certyfikaty
| Lista przebojów (1989-90)                   | Najwyższa pozycja |
| ------------------------------------------- | ----------------- |
| Australia (Top 50 Singles)                  | 1                 |
| Austria (Ö3 Austria Top 40)                 | 14                |
| Belgia (Ultratop 50 Singles, Flandria)      | 6                 |
| Hiszpania (PROMUSICAE)                      | 39                |
| Holandia (Single Top 100)                   | 4                 |
| Irlandia (Singles Chart)                    | 6                 |
| Kanada (RPM)                                | 2                 |
| Niemcy (Media Control Charts)               | 16                |
| Nowa Zelandia (Recorded Music NZ)           | 3                 |
| Polska (Lista przebojów Programu Trzeciego) | 36                |
| Stany Zjednoczone (Hot 100)                 | 3                 |
| Stany Zjednoczone (Adult Contemporary)      | 1                 |
| Szwecja (Sverigetopplistan)                 | 11                |
| Wielka Brytania (UK Singles Chart)          | 6                 |
| Włochy (Hit Parade Italia)                  | 15                |
| Lista przebojów (2021)                      | Najwyższa pozycja |
| Polska (AirPlay – Top)                      | 74                |

| Lista przebojów (1989)                 | Pozycja |
| -------------------------------------- | ------- |
| Australia (Top 50 Singles)             | 5       |
| Belgia (Ultratop 50 Singles, Flandria) | 53      |
| Holandia (Single Top 100)              | 37      |
| Kanada (RPM)                           | 19      |
| Stany Zjednoczone (Hot 100)            | 35      |
| Stany Zjednoczone (Adult Contemporary) | 21      |
| Wielka Brytania (UK Singles Chart)     | 43      |
| Włochy (Hit Parade Italia)             | 71      |

| Kraj                     | Certyfikat  | Sprzedaż |
| ------------------------ | ----------- | -------- |
| Australia (ARIA)         | 2x Platyna  | 140 000+ |
| Stany Zjednoczone (RIAA) | Złoto       | 500 000+ |
| Wielka Brytania (BPI)    | Złota płyta | 400 000+ |